# Мідзуаге
Мізуаге (яп. 水揚げ) — обряд дорослішання гейші та юджьо, супроводжувався у повій (юджьо) виставленням невинності на продаж. Існують джерела, які стверджують, що невинності позбавлялися і деякі гейші.

## Походження назви
«Мізу» означає «вода», а «аге» — «підняти» або «помістити», походження терміна — або жаргон рибалок (перший улов риби), або метафора антології Манйошю, де дів називали «ще не спущеним на воду човном». Крім того, розваги із повіями та гейшами називалися яп. 水商売 (мізусебай) — «водяний бізнес». Швидше за все, термін є поєднанням всіх цих смислів.

## Значення
Метою мідзуаге було, по-перше, познайомити ученицю (майко або камурі) з клієнтурою, і, по-друге, зібрати суму грошей з її данна яп. 旦那 — покровителя, спонсора. Ці гроші ставали стартовою сумою для початку кар'єри як гейші, а також відкладалися на проведення церемонії ерікае, переходу зі статусу майко в гейші. При цьому гейша може і не мати з данна ніяких сексуальних відносин. Для мідзуаге вибирався багатий та літній клієнт, який повинен був ніжно провести дівчину в світ сексуальних відносин; після мідзуаге він не мав з нею ніяких стосунків.
Після мідзуаге починаюча гейша або юдзе носить нову зачіску, відповідну її новому статусу, у гейш це зачіска офуку з шовковою стрічкою, приколотою до основи пучка волосся на потилиці.

## Сучасність
Сучасними гейшами продаж цноти не практикується, а ритуал дорослішання став схожий на церемонію повноліття та супроводжується лише зміною зачіски.